# James Douglas, 5. Earl of Buchan
James Douglas, 5. Earl of Buchan (* um 1580; † 26. August 1601), war ein schottischer Adeliger.

## Leben
Sein Vater war Robert Douglas, zweiter Sohn des Sir Robert Douglas of Lochleven, und dessen Frau Margaret Erskine. Seine Mutter war Christina Stewart, 4. Countess of Buchan.
Er war nur wenige Monate alt als seine beiden Eltern 1580 starben und stand daher zunächst unter der Vormundschaft der Familie seiner Großmutter (Erskine). 1586 wurde er amtlich als Erbe seines Vaters, am 26. August 1588 auch als Erbe seiner Mutter bestätigt. Von seiner Mutter erbte er die Adelstitel Earl of Buchan und Lord Auchterhouse.
Im Jahr 1598 heiratete er Margaret, Tochter des Walter Ogilvy, 1. Lord Ogilvy of Deskford. Aus dieser Ehe stammte nur ein Kind; seine Tochter Mary, Erbin und spätere 6. Countess of Buchan. 
James starb am 16. August 1601 und wurde in Auchterhouse begraben.